# Dyzenteria

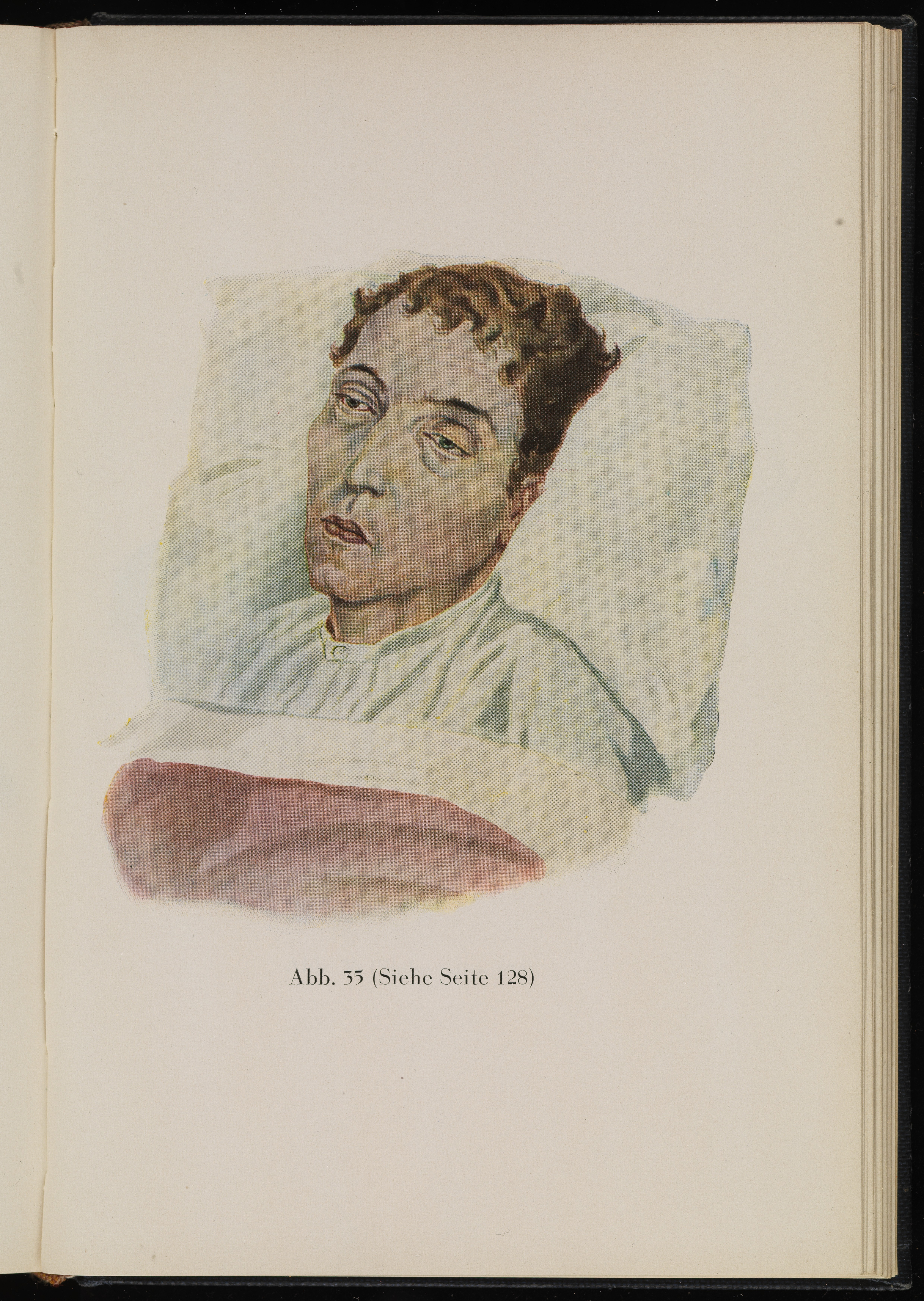
Młody mężczyzna chorujący na dyzenterię (ilustracja z Kranken-Physiognomik K.H. Baumgärtnera z 1929).

Dyzenteria, czerwonka (gr. δυσεντερία, dysentería) – ostra choroba zakaźna jelit, w szczególności jelita grubego, której objawem jest uporczywa biegunka i obecność krwi oraz śluzu w stolcu. Nieleczona prowadzi do śmierci.

## Przyczyny
Choroba zazwyczaj wywołana jest infekcją bakteryjną lub pierwotniakową oraz inwazją pasożytów, ale może też być spowodowana podrażnieniem chemicznym lub infekcją wirusową. Dwoma najczęstszymi patogenami wywołującymi dyzenterię są: pałeczka z rodzaju Shigella i ameba Entamoeba histolytica. Chorobę wywoływaną przez bakterie określa się mianem czerwonki bakteryjnej, a wywoływaną przez amebę – czerwonką amebową, także nazywaną pełzakowicą.
Najczęstszą przyczyną szigelozy w Afryce i Azji jest S. flexneri, natomiast w Europie S. sonnei.

## Objawy
Objawem dominującym jest bardzo częste (nawet kilkadziesiąt razy na dobę) oddawanie luźnych stolców oraz przyspieszony pasaż jelitowy. Czasem towarzyszą im krwiste wymioty. Ilość i objętość stolców, a także ich wygląd (np. domieszka śluzu lub krwi) zależą od rodzaju czynnika wywołującego chorobę. Ze względu na uszkodzenie nabłonka jelitowego dochodzi do przejściowej nietolerancji laktozy.

## Leczenie
Leczenie polega przede wszystkim na doustnym uzupełnianiu wody, elektrolitów i węglowodanów, a gdy jest to niemożliwe (np. z powodu wymiotów) wówczas stosuje się dożylne podawanie płynów. Terapia antybiotykami lub chemioterapeutykami powinna być prowadzona w zależności od oceny klinicznej sytuacji pacjenta i laboratoryjnej identyfikacji patogenu.

## Klasyfikacja ICD10
| kod ICD10     | nazwa choroby                                      |
| ------------- | -------------------------------------------------- |
| ICD-10: A03   | Zakażenia wywołane pałeczkami Shigella (szigeloza) |
| ICD-10: A06   | Pełzakowica, Ameboza                               |
| ICD-10: A06.0 | Pełzakowa czerwonka ostra                          |